# Францішек Нойгаузер
Францішек Нойгаузер (Franciszek Neuhauser; 16.05.1861, Львів — 13.12.1936, там само) — піаніст, флейтист, композитор, музичний критик, педагог, музичний діяч. За походженням поляк.

## З життєпису
Навчався у К. Мікулі у Львівській консерваторії Галицького музичного товариства.

- 1888–93 — вчитель гри на фортепіано у Музичній школі К. Мікулі.
- У 1892—1894 роках давав концерти (в Австрії та Німеччині), в тому числі супроводжував виступи австрійського віртуозного скрипаля Фріца Крейслера.
- 1894—1936 — професор гри на фортепіано (з 1921 також теорії музики, сольфеджіо та читання партитур) Львівської консерваторії ГМТ (з 1919 — Польського музичного товариства). Також був художнім керівником Львівської філармонії.

Окрім мистецької діяльності, займався музичною критикою, публікуючи статті у львівських щоденниках («Gazeta Narodowa», «Przegląd», «Polish Word», «Gazeta Lwowska», «New Age», «Gazeta Poranna», «Dziennik Polski»).
Похований на Личаківському цвинтарі.